# Jordan Binnington
Jordan Binnington (* 11. Juli 1993 in Richmond Hill, Ontario) ist ein kanadischer Eishockeytorwart, der seit Mai 2012 bei den St. Louis Blues aus der National Hockey League unter Vertrag steht und für diese seit Januar 2019 regelmäßig zum Einsatz kommt. Mit der Mannschaft gewann er in den Playoffs 2019 den Stanley Cup. Zuvor war er hauptsächlich für deren Farmteams in der American Hockey League aktiv.

## Karriere

### Jugend
Binnington verbrachte seine Juniorenkarriere bei den Owen Sound Attack in der Ontario Hockey League, für die er zwischen 2009 und 2013 insgesamt vier Spielzeiten lang aktiv war. Dort war der Torwart in seinem ersten Jahr zunächst der Ersatzmann hinter Scott Stajcer, den er aber in der folgenden Spielzeit als Nummer 1 ablöste und das Team zum erstmaligen Gewinn des J. Ross Robertson Cups, der Meisterschaftstrophäe der OHL, führte. Im anschließenden Memorial Cup wurde er zudem als bester Schlussmann des prestigeträchtigen Turniers mit der Hap Emms Memorial Trophy ausgezeichnet und ins All-Star-Team berufen. In der Sommerpause wurde der Kanadier im NHL Entry Draft 2011 in der dritten Runde an 88. Position von den St. Louis Blues aus der National Hockey League ausgewählt. Er war damit der sechste Torwart, der im Rahmen des Drafts von einem Team ausgewählt worden war. Binnington blieb den Attack aber auch danach noch zwei weitere Spielzeiten treu, obwohl er bereits im Mai 2012 von den Blues unter Vertrag genommen worden war. Am Ende seines letzten OHL-Jahres erhielt er die Auszeichnung zum OHL Goaltender of the Year, wurde ins First All-Star-Team berufen und gemeinsam mit seinem Teamkollegen Brandon Hope teilte er sich die Dave Pinkney Trophy für den geringsten Gegentorschnitt unter allen Torhütern der Liga.

### Profibereich

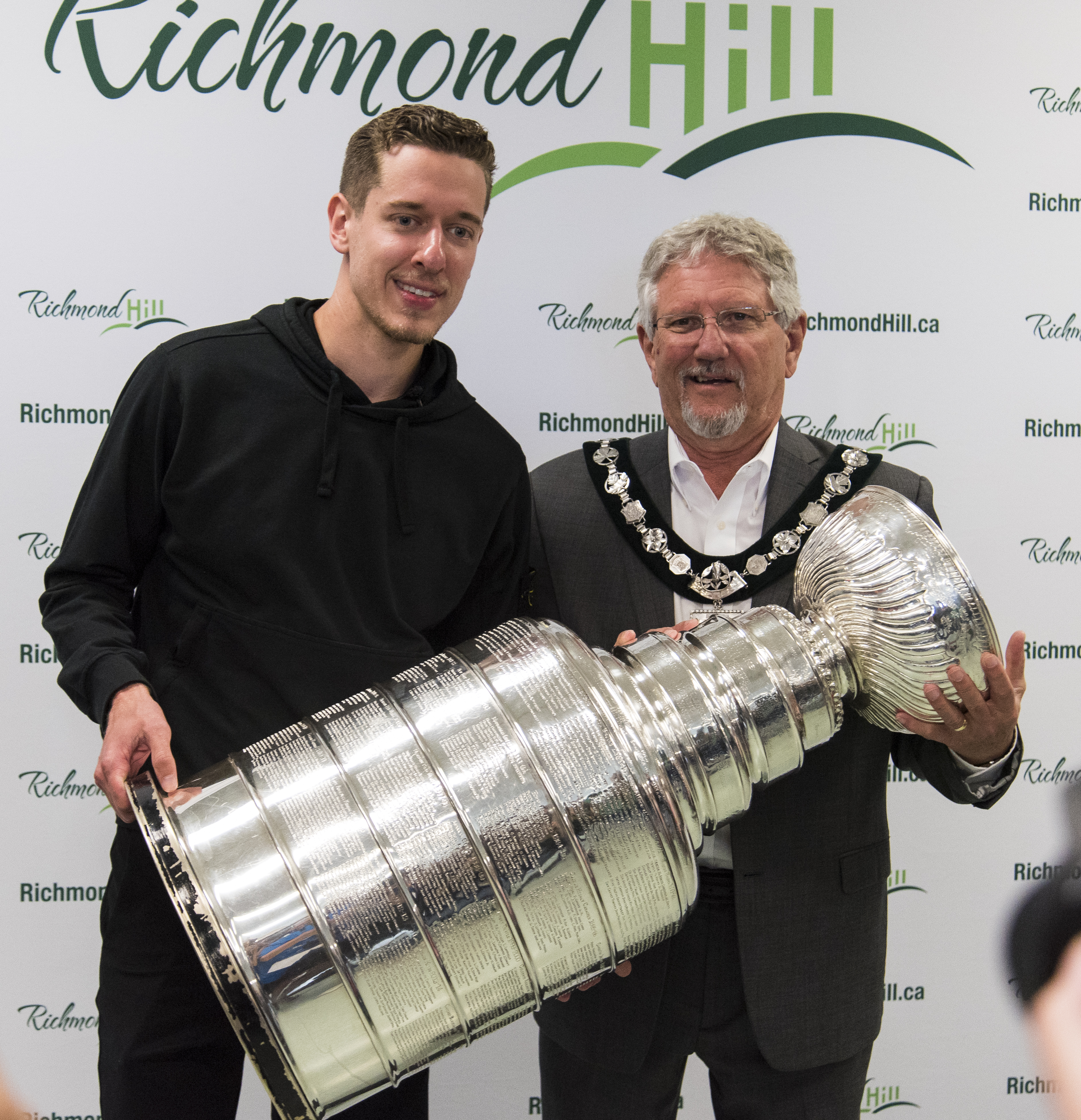
Binnington (links) mit dem Stanley Cup (2019)

Nachdem der Torhüter bereits im Verlauf der Saison 2011/12 eine Partie für St. Louis’ Farmteam in der American Hockey League, die Peoria Rivermen, absolviert hatte, kam er mit Beginn der Spielzeit 2013/14 für deren Kooperationspartner in der ECHL bei den Kalamazoo Wings zum Einsatz. Mit seinen Leistungen empfahl er sich für die folgende Saison für einen Platz im Kader der Chicago Wolves aus der AHL, die inzwischen eine Kooperation mit den Blues in dieser Liga eingegangen waren. Im ersten von drei Spieljahren mit den Wolves bildete er zunächst ein Torwartduo mit Matt Climie, anschließend mit Pheonix Copley und im dritten Jahr zudem mit Ville Husso. Während der drei Jahre in Chicago debütierte Binnington in der Saison 2015/16 auch in der NHL für St. Louis. Es blieb jedoch bei einem 13-minütigen Kurzeinsatz.
Durch den Verkauf des Farmteams in Chicago an die Vegas Golden Knights kam Binnington in der Saison 2017/18 leihweise für die Providence Bruins in der AHL zum Einsatz und erhielt eine Einladung zum AHL All-Star Classic. Den Beginn der Spielzeit 2018/19 verbrachte er in St. Louis’ neuem Kooperationspartner, den San Antonio Rampage. Im Januar 2019 stand er schließlich erstmals seit fast genau drei Jahren wieder in der NHL im Tor, nachdem Chad Johnson zu den Anaheim Ducks gewechselt war. Dort war er zunächst als Ersatzmann von Jake Allen eingeplant, sicherte sich aber nach nur wenigen Einsätzen die Rolle des Starters. In der Folge zeigte Binnington herausragende Leistungen, so gewann er unter anderem neun Spiele in Folge und verzeichnete fünf Shutouts in nur 18 Partien bis Ende Februar, sodass er als NHL-Rookie des Monats geehrt wurde. Diese Ehre wurde ihm im Folgemonat erneut zuteil. Letztlich gewann er am Ende der Playoffs 2019 den Stanley Cup mit dem Team, woran er mit seinen Leistungen maßgeblichen Anteil hatte. Zugleich wurde er zum ersten Rookie-Torhüter, der dabei alle 16 benötigten Siege seines Teams einfahren konnte, und wurde im NHL All-Rookie Team berücksichtigt. Anschließend unterzeichnete der Kanadier im Juli 2019 einen neuen Zweijahresvertrag in St. Louis, der ihm ein durchschnittliches Jahresgehalt von 4,4 Millionen US-Dollar einbrachte. Nachdem er sich im Aufgebot der Blues etabliert hatte, wurde dieser im März 2021 um weitere sechs Jahre verlängert, wobei das Jahresgehalt nun sechs Millionen US-Dollar betragen soll.

### International
Für sein Heimatland nahm Binnington mit der kanadischen U20-Nationalmannschaft an der U20-Junioren-Weltmeisterschaft 2013 im russischen Ufa teil. Dabei kam er aber hinter Stammtorwart Malcolm Subban lediglich in zwei Partien zu sporadischen Einsatzminuten. Letztlich belegte er mit der Mannschaft den vierten Rang.
Zum Aufgebot des kanadischen A-Nationalteams gehörte Binnington erstmals bei der Weltmeisterschaft 2024, als er sich gemeinsam mit Joel Hofer und Nico Daws das Torhütertrio bildete. Als unangefochtene Stammkraft absolvierte er dabei acht der zehn Turnierspiele und belegte am Ende des Wettbewerbs mit der Mannschaft den vierten Platz. Anschließend bestritt er die das 4 Nations Face-Off 2025, das die Kanadier gewannen, und die Weltmeisterschaft im selben Jahr.

## Erfolge und Auszeichnungen
| - 2011 Teilnahme am CHL Top Prospects Game - 2011 J.-Ross-Robertson-Cup-Gewinn mit den Owen Sound Attack - 2011 Hap Emms Memorial Trophy - 2011 Memorial Cup All-Star Team - 2013 Dave Pinkney Trophy (gemeinsam mit Brandon Hope) - 2013 OHL Goaltender of the Year - 2013 OHL First All-Star Team | - 2013 ECHL-Rookie des Monats Dezember - 2018 Teilnahme am AHL All-Star Classic - 2019 NHL-Rookie des Monats Februar - 2019 NHL-Rookie des Monats März - 2019 Stanley-Cup-Gewinn mit den St. Louis Blues - 2019 NHL All-Rookie Team - 2020 Teilnahme am NHL All-Star Game |

### International
- 2025 Gewinn des 4 Nations Face-Off

## Karrierestatistik
Stand: Ende der Saison 2024/25

### International
Vertrat Kanada bei:
- U20-Junioren-Weltmeisterschaft 2013
- Weltmeisterschaft 2024
- 4 Nations Face-Off 2025
- Weltmeisterschaft 2025

(Legende zur Torhüterstatistik: GP oder Sp = Spiele insgesamt; W oder S = Siege; L oder N = Niederlagen; T oder U oder OT = Unentschieden oder Overtime- bzw. Shootout-Niederlage; Min. = Minuten; SOG oder SaT = Schüsse aufs Tor; GA oder GT = Gegentore; SO = Shutouts; GAA oder GTS = Gegentorschnitt; Sv% oder SVS% = Fangquote; EN = Empty Net Goal; 1 Play-downs/Relegation; Kursiv: Statistik nicht vollständig)